# Malayia
Malayia is een geslacht van vliegen (Brachycera) uit de familie van de sluipvliegen (Tachinidae). De wetenschappelijke naam van het geslacht is voor het eerst geldig gepubliceerd in 1926 door John Russell Malloch.

## Soorten
De volgende soorten zijn bij het geslacht ingedeeld:
- Malayia fuscinervis
- Malayia indica
- Malayia nigripennis